# Conferenza ministri generali del primo ordine francescano e del TOR
La Conferenza ministri generali del primo ordine francescano e del TOR (precedentemente detta Unione ministri generali famiglie francescane e, più recentemente, Conferenza dei ministri generali delle quattro famiglie francescane), è un organismo di comunione della famiglia francescana formato appunto dai ministri generali del Primo ordine (o Ordine francescano) - composto da frati minori, frati minori conventuali e frati minori cappuccini - e da quello del Terzo ordine regolare.

## Scopi
Tra le competenze della Conferenza si segnala quella relativa all'altius moderamen e all'assistenza pastorale nei confronti dell'Ordine francescano secolare nel suo insieme, azione che i ministri generali esercitano collegialmente a norma delle Costituzioni dello stesso OFS.

## Documenti

### Magistero
- Lettera di Giovanni Paolo II nel IV centenario della proclamazione di san Bonaventura a dottore della Chiesa, 8 settembre 1988.
- Lettera di Giovanni Paolo II per il 50º anniversario dell'attribuzione a sant'Antonio del titolo di dottore della Chiesa, 16 gennaio 1996.
- Lettera di Giovanni Paolo II in occasione dell'VIII centenario della nascita di sant'Antonio di Padova, 13 giugno 1994.

### Lettere
- Lettera ai fratelli e sorelle dell'Ordine francescano secolare, in occasione della consegna della Regola, approvata per loro dalla Santa Sede, 4 ottobre 1978.
- Nello spirito di Assisi. Lettera in occasione del primo anniversario dello Spirito di Assisi, 16 aprile 1987[2]
- Lettera sulla vita liturgica, 16 aprile 1992.
- Lettera in occasione del conferimento degli onori liturgici al beato Giovanni Duns Scoto, 6 gennaio 1993.
- "Antonio uomo evangelico". Lettera [...] nella ricorrenza dell'VIII Centenario della nascita di sant'Antonio di Padova (1195-1995), 13 giugno 1994.
- Lettera circa l'assistenza pastorale e spirituale dell'Ordine francescano secolare[collegamento interrotto], 4 ottobre 2009
- Lettera per l'VIII Centenario della fondazione dell'Ordine delle Sorelle Povere di santa Chiara[collegamento interrotto], 2 febbraio 2011.

### Altri
- Statuto per l'Assistenza spirituale e partorale all'Ordine Francescano Secolare[collegamento interrotto], 4 ottobre 2009

## Eventi significativi
- 2009 - "Capitolo Internazionale delle Stuoie", manifestazione centrale e unitaria per i francescani del Primo Ordine e del TOR dell'VIII Centenario di approvazione della Regola da parte di papa Innocenzo III nel 1209. Assisi-Roma, 15-18 aprile.

### Membri
- Sito ufficiale dell'Ordine dei frati minori, su ofm.org.
- Sito ufficiale dell'Ordine dei frati minori conventuali, su ofmconv.org. URL consultato il 6 dicembre 2011 (archiviato dall'url originale il 9 maggio 2008).
- Sito ufficiale dell'Ordine dei frati minori cappuccini, su ofmcap.org.
- Sito ufficiale del Terzo ordine regolare di San Francesco, su francescanitor.org.

### Eventi
- Sito ufficiale del Capitolo Internazionale delle Stuoie 2009, su capitolostuoie2009.org. URL consultato il 6 dicembre 2011 (archiviato dall'url originale il 7 ottobre 2011).